# Congolese rupsvogel
De Congolese rupsvogel (Campephaga petiti) is een zangvogel uit de familie Campephagidae (rupsvogels). Deze vogel is genoemd naar zijn ontdekker, de Franse natuuronderzoeker Louis Petit (1856-1943).

## Verspreiding en leefgebied
Deze soort komt versnipperd voor in vier gebieden in Afrika: zuidoostelijk Nigeria/zuidwestelijk Kameroen, van zuidoostelijk Gabon tot noordwestelijk Angola, oostelijk Congo-Kinshasa/westelijk Oeganda en westelijk Kenia.

## Status
De grootte van de populatie is niet gekwantificeerd maar de soort wordt omschreven als schaars tot plaatselijk algemeen. Op de Rode lijst van de IUCN heeft deze soort de status niet bedreigd.